# Филимоновская (Карелия)
Филимо́новская — деревня в Пудожском районе Республики Карелия. Входит в состав Пудожского городского поселения.

## География
Деревня находится на берегу реки Водла.

## Население
| 2002 | 2009 | 2010 | 2013 |
| ---- | ---- | ---- | ---- |
| 143  | ↘102 | ↗105 | ↘98  |